# 永井杏
永井杏（1992年9月19日—），Flash Up所屬的女演員（曾先後隸屬於Central Group的東京兒童劇團（為1996年10月、4歲時入團，進入了Space Craft Entertainment劇團部）及TOPCOAT（2004年6月由東京兒童劇團移籍）。
日本神奈川縣出身。身高148公分（2006年5月）。血型為B型。星座處女座。

## 人物
- 能真實表現出兒童心理狀態的能力。
- 性格開朗。「平常的臉孔為POP的少女」（資料來自『女王的教室THE BOOK』）。
- 同一事務所中最喜歡的女演員為木村佳乃。
- 曾表示對繪畫有興趣。在『微笑日記』中的繪日記（繪有插圖的日記）就是永井杏本人所描繪的。但在『女王的教室』中，雖然其角色的設定為一位立志成為漫畫家的少女，但在電視劇中所使用的漫畫並非由永井杏所繪畫的。
- 能發揮少女女高音程度的永井杏，曾為不少動畫作配音演員，而她將來的目標為成為一位歌手。
- 同樣在大河劇「功名十字路」中演出的佐久間良子，以「能好好應對周圍環境的孩子。也能應付要隨機應變的事情。」來高度稱讚她包括演技和表現等方面的成就。

## 演出

### 電視劇
- 週六娛樂「兒童虐待調查官・百瀨夏樹的事件檔案」（富士電視台系列、2000年）。
- 「幪面超人KUUGA」（朝日電視台系列、2000年）。
- 「未來戰隊TIMERANGER」（朝日電視台系列、2000年）飾演（EMIRI）。
- 「加油加油人生!」（日本電視台系列、2001年）。
- 週一電視劇系列「少年們2」（NHK綜合頻道、2001年）。
- 「偵探父親」（朝日電視台系列、2001年）。
- 週六大劇場「夥伴3」（朝日電視台系列、2001年）。
- 愛的劇場「很喜歡!五個孩子4」（東京廣播公司系列、2002年）飾演綾乃。
- NHK大河劇「武藏MUSASHI」（NHK綜合頻道、2003年）飾演禿。
- NHK夜之連續電視劇「微笑日記」（NHK綜合頻道、2003年）飾演紫野美冬的私生子小箱仁子。

在此劇中作為助演主角的演出，從此作為女演員／女童星的永井杏的名字開始擴散。
- 真實的恐怖故事「請求，MOOK」（富士電視台系列、2004年）飾演田中舞。
- 週一Mystery劇場「向日葵」（東京廣播公司系列、2004年）飾演的孫女。
- 週三電視劇「直到生命的電池耗盡」（朝日電視台系列、2004年）飾演院內學級的學生牧原美羽。
- 週六電視劇「瑠璃之島」（日本電視台系列、2005年）飾演米盛照明的女兒・。
- 週六電視劇「女王的教室」（日本電視台系列、2005年）飾演6年3班的學生馬場久子。

對抗鬼教師・阿久津真矢的4位主要童星之一，備受注目。
繼萬代的「小魔女Doremi」廣告後，再次與志田未來（飾演班中領導者之一神田和美）共演。
- NHK大河劇「功名十字路」（NHK綜合頻道、2006年）飾演主角千代的少女時代。
- 「瑠璃之島 SPECIAL 2007」（日本電視台系列、2007年1月）飾演。
- 週四Mystery「那個男人、副署長～京都河原町署事件FILE」（朝日電視台系列、2007年）飾演池永清美的女兒。
- 特別電視劇「台灣歌姬·鄧麗君」（朝日電視台系列、2007年）飾演鄧麗君的少女時代。
- 週六WIDE劇場特別企劃（朝日電視台系列、2008年6月14日）飾演。
- 週四Mystery「那個男人、副署長～京都河原町署事件FILE～2」（朝日電視台系列、2008年）飾演池永清美的女兒。
- 「吸血鬼男孩」（富士電視台系列、2009年）飾演大久保千佳。
- 「婦產科的女醫生」（第5集）（日本電視台系列、2009年）飾演。

### 電影
- 破線的MARISS（2000年、ASMIK ACE）。
- 老闆是耶穌（2001年、GROOVE CORPORATION）飾演主角木原勇的次女。
- 哥斯拉大戰機械哥斯拉（2003年、東寶）。
- 遺下一半（2004年、東映）飾演植村學的女兒真實。
- 短篇No-Pants Girls（2005年、Omega Project）飾演（主演）。
- Curtain Call（2005年、東映）飾演主角安井修平的女兒・美里的少女時代。

### 聲音演出
- LAUGH的開端（2000年、富士電視台系列 電視動畫）聲演。
- 吉卜力斯 episode2（2002年、吉卜力工作室 劇場版動畫）。
- 魔偵探RAGNAROK（2003年、東京電視台系列 電視動畫）。
- 我的寵物是牛的珍珠（2004年、NHK教育 替海外電視劇配音）聲演主角。
- ONE PIECE THE MOVIE 狂歡男爵和神秘島（2005年、劇場版動畫）聲演。
- ONE PIECE（2006年、富士電視台系列 電視動畫）聲演妮可·羅賓的年幼時期。
- Happy Birthday（2007年、NHK-FM 電台廣播劇）聲演。
- （2008年、NHK-FM 電台廣播劇）聲演。

### 電視綜藝節目
- Oha Star（2000年、東京電視台系列）。
- 跳舞!秋刀魚皇宮!!（2004年、日本電視台系列）當時（11歲時）獲頒發「跳舞！HIT賞！！」。
- 現在就思考 2006年夏 「人為何要發動戰爭？」（2006年8月14日 19：30～20：45、日本放送協會綜合）記者、錄影廠嘉賓演出。

### 廣告
（主要的）
- 金冠堂
- 家庭教師的TRY
- 東京電力
- 卡吉諾工作室（附屬於吉卜力工作室）「通通都有吉卜力Collection」
- Mizkan（醬油）（2002年10月 - 2004年1月）
- Calpis「Welch's」（2002年2月 - 2003年1月）
- AIC
- 萬代「小魔女Doremi」（與志田未來共演）
- 伊藤忠商事「Comet童裝」
- 公文式
- 丸美屋少年劍士篇（與木村佳乃合演）（2007年 - ）

### DVD
- No-Pants Girls Movie Box-ing2（M3 Entertainment、2006年3月22日發售）

### 雜誌
（主要的）
- Pure Pure  Vol.5、16、21、33
- Stele 2003年8月、2006年4月
- 週刊文春 2004年9月
- B.L.T 2006年1月、3月

## 外部連結
- Flash Up （页面存档备份，存于）
- 前事務所官方個人資料頁（Internet Archive存檔）
- AN'ZU Diary（前官方Blog；Internet Archive存檔）